# Мосхион (песник)
Мосцхион (грч. Μοσχίων; 3. век пре нове ере) био је атински трагични песник.
О његовом животу се не зна ништа; вероватно је живео у другој половини 3. века пре нове ере . Стобеј је сачувао три наслова и неколико фрагмената његових драма.
Написао је Telephus, и две историјске драме: Themistocles, од којих имамо троструки фрагмент, и Људи из Фере (Pheraioi)), који се бавио смрћу Јасона, окрутног тиранина из Фера.
Сачувано је и 33 стиха говора из анонимне драме која се бави историјом људског напретка. У овом фрагменту он наводи да су људи првобитно живели као животиње, без кућа и технологије, закона није било, а канибализам је био распрострањен. Временом је уведена пољопривреда, кување, вино, куће, градови, рођена је цивилизација, а људи су сахрањивали своје мртве како се људи не би подсећали на њихов ранији канибализам.